# Pośrednia Murańska Przełęcz
Pośrednia Murańska Przełęcz (ok. 1370 m) – jedna z trzech Murańskich Przełęczy w zachodniej części słowackich Tatr Bielskich. Znajduje się w ich grani głównej, pomiędzy Murańskimi Kopkami (ok. 1390 m) na zachodzie i Murańską Turnią (ok. 1400 m) na wschodzie. Jest to płytka i łatwo z obydwu stron grani dostępna przełączka znajdująca się w lesie, zaraz po wschodniej stronie Murańskich Kopek. Jej  południowo-zachodni stok stromo opada na Polanę pod Muraniem. Wcina się w niego płytki żleb. Porastający je las świerkowy w maju 1986 r. całkowicie powaliła wichura. Stoki północno-wschodnie nieco mniej stromo opadają do dna Doliny Międzyściennej, ale są bardzo bujnie porośnięte, wskutek czego przejście nimi jest trudne. 
Nazwę przełęczy po raz pierwszy podał Władysław Cywiński w 4 tomie przewodnika Tatry.  Przez przełęcz nie prowadzi żaden szlak turystyczny. Istnieją dwa opisane przez Wł. Cywińskiego przejścia, ale obecnie cały obszar Tatr Bielskich to zamknięty dla turystów i taterników obszar ochrony ścisłej.  